# 173 г. пр.н.е.
173 (сто седемдесет и трета) година преди новата ера (пр.н.е.) е година от доюлианския (Помпилийски) римски календар.

## Събития

### В Римската република
- Консули са Луций Постумий Албин и Марк Попилий Ленат.
- Латините пребиваващи в Рим са задължени да се върнат по родните си места.[1]
- Консулът Ленат е изпратен в Лигурия, където подчинява племето стателати. Отношението му към пленените и оцелелите предизвиква политически спорове.[1]
- Назначена е комисия, под ръководството на Марк Емилий Лепид (консул 187 пр.н.е.), която да разпредели земя в Цизалпийска Галия и Лигурия на римски граждани, латини и вероятно други съюзници.[1]
- Рим получава последната дължима вноска от паричното обезщетение, с което са натоварени Селевкидите заради войната на Антиох III.[1]
- Цензорът Квинт Фулвий Флак смъква мраморните плочи от покрива на храма на Юнона Лациния в Брутиум, за да окраси храма на Фортуна Еквестрис, който завършва през тази година в Рим. За тази постъпка е обвинен и съден за извършване на светотатство като е принуден да върне отнетото.[2]